# Luís Antônio Simões de Meireles
Luís Antônio Simões de Meireles, primeiro e único barão do Açu da Torre , (Mata de São João, 15 de agosto de 1862 — Nazaré, 20 de fevereiro de 1930) foi um fazendeiro, proprietário de engenho e usina de cana-de-açúcar em Bacupari. Era coronel da Guarda Nacional.
Filho do major da Guarda Nacional, Manuel João dos Reis Meireles, e de Ana Simões de Paiva, neto do tenente-coronel comandante da Guarda Nacional, Luís Antônio de Meireles, e sobrinho do barão de Monte Santo, o qual o criou desde cedo devido à precoce perda dos pais. Casou-se com Adelaide Vaz de Carvalho, filha do coronel Francisco Vaz de Carvalho, com a qual teve numerosa descendência.

## Títulos nobiliárquicos

### Barão do Açu da Torre
Título conferido por decreto imperial em 31 de agosto de 1889, ainda que não-legalizado pela proclamação da República, ocorrida pouco tempo depois. Refere-se à região onde o nobre nasceu, atualmente um distrito de Mata de São João. Açu em tupi significa grande.